# (10320) Reiland
(10320) Reiland est un astéroïde de la ceinture principale.

## Description
(10320) Reiland est un astéroïde de la ceinture principale. Il fut découvert le 14 octobre 1990 à l'observatoire Palomar par Eleanor Francis Helin. Il présente une orbite caractérisée par un demi-grand axe de 2,29 UA, une excentricité de 0,13 et une inclinaison de 6,3° par rapport à l'écliptique.

## Compléments